# マルガレーテ・シェーン
マルガレーテ・シェーン（Margarete Schön、1895年4月7日 - 1985年12月26日）は、ドイツの女優。

## 出演作品
- ニーベルンゲン／クリームヒルトの復讐
- ニーベルンゲン／ジークフリート
- 別れの曲
- マヅルカ
- コルベルク